# Amerykańskie Towarzystwo Matematyczne
Amerykańskie Towarzystwo Matematyczne (ang. American Mathematical Society, skr. AMS) – towarzystwo naukowe skupiające matematyków w Stanach Zjednoczonych. Jego misją jest promowanie rozwoju badań matematycznych. 
Towarzystwo wydaje publikacje naukowe, organizuje konferencje (regionalne, krajowe i międzynarodowe we współpracy z innymi organizacjami), przyznaje stypendia i nagrody za wyniki naukowe.
Towarzystwo zostało założone w 1888 roku jako Nowojorskie Towarzystwo Matematyczne. W lipcu 1894 roku przekształciło się w towarzystwo krajowe z obecną nazwą. Główna siedziba została przeniesiona z Nowego Jorku do Providence w stanie Rhode Island.

## Publikacje towarzystwa
- Mathematical Reviews – baza recenzji prac matematycznych
- Bulletin of the American Mathematical Society – kwartalnik
- Journal of the American Mathematical Society – kwartalnik
- Notices of the American Mathematical Society – miesięcznik będący jednym z bardziej rozpowszechnionych matematycznych czasopism.
- Proceedings of the American Mathematical Society – miesięcznik
- Transactions of the American Mathematical Society – miesięcznik